# Madahoplia scutellata
Madahoplia scutellata är en skalbaggsart som beskrevs av Leon Fairmaire 1897. Madahoplia scutellata ingår i släktet Madahoplia och familjen Melolonthidae. Inga underarter finns listade i Catalogue of Life.